# 东南半岛 (圣基茨岛)
东南半岛（英語：Southeast Peninsula）是加勒比海岛国圣基茨和尼维斯圣基茨岛的半岛，位于该国首都巴斯特尔东南部，距离被分隔为圣基茨岛和尼维斯岛的纳罗斯海峡约14公里。
该半岛的地理特征包括该国最大湖泊大盐池、圣安东尼峰、乌龟海滩以及数个海湾。